# Grammatizator / Voice of Dissent
Grammatizator / Voice of Dissident è un singolo della band punk rock Rise Against, pubblicato il 12 maggio 2009 dalla Fat Wreck Chords.
In accordo con la band il singolo fu il risultato di una scommessa persa con il frontman dei NOFX e direttore dell'etichetta discografica, Fat Mike. La scommessa prevedeva di rilaasciare un vinile 7'' con la sua etichetta includendo due canzoni mai pubblicate prima. La band decise di includere le due tracce rimanenti dalla sessione di registrazione del loro ultimo album "Appeal to Reason", che musicalmente rientrava più nello stile dei loro primi lavori hardcore punk più che con la nuova direzione più melodica. Le tracce di Grammatizator sono basate su "The Great Automatic Grammatizator", un romanzo dell'autore britannico Roald Dahl.
La canzone Grammatizator fu rilasciata in esclusiva digitale su iTunes nell'ottobre del 2009 attraverso l'etichetta discografica della band DGC/Interscope, rilasciando successivamente il vinile originale con la Fat Wreck.
Il vinile fu stampato in edizione limitata di 5,018 copie di cui 1,010 stampate in rosso e le altre 4008 in nero.

## Lista delle canzoni
Testi e musiche di Tim McIlrath.
1. Grammatizator (Side A) – 2:08
2. Voice of Dissident – 1:55